# Onthophagus monardi
Onthophagus monardi là một loài bọ cánh cứng trong họ Bọ hung (Scarabaeidae).